# Sébastien Squillaci
Sébastien Squillaci (født 11. august 1980 i Toulon, Frankrig) er en fransk fodboldspiller (midterforsvarer). Han har gennem karrieren spillet for blandt andet AS Monaco, Sevilla FC og Arsenal.

## Klubkarriere
Squillacis seniorkarriere startede i hjembyen Toulon, hvor han spillede for den lokale klub Sporting Toulon Var frem til år 1998, hvor han skiftede til Ligue 1-klubben AS Monaco. Han spillede, afbrudt af et to års lejemål i Ligue 2-klubben AC Ajaccio, for den monegaskiske klub helt frem til 2006. Her var han blandt andet med til at nå Champions League-finalen i 2004, der dog blev tabt til portugisiske FC Porto.
I sommeren 2006 skiftede Squillaci til Ligue 1's største klub Olympique Lyon, som han repræsenterede de efterfølgende to sæsoner, hvilket indbragte to mesterskaber og en pokaltitel. Herefter blev han i juli 2008 solgt videre til den spanske La Liga-klub FC Sevilla, hvor han underskrev en tre-årig kontrakt. Med Sevilla vandt han i 2010 pokalturneringen Copa del Rey.
I august 2010 valgte Squillaci at forlade Spanien og i stedet rejse til England, hvor han skrev kontrakt med Arsenal F.C., under ledelse af landsmanden Arsène Wenger. Squillaci nåede dog aldrig at cementere en fast plads som førstevalg i truppen under sit ophold hos Arsenal. Han spillede således kun 23 førsteholds kampe i løbet af sit treårige ophold i klubben. Squillaci forlod Arsenal i maj 2013 efter hans kontrakt udløb. 
I juli 2013 blev Squillaci præsenteret som spiller for den franske klub SC Bastia, på en foreløbig et-årig kontrakt, med mulighed for forlængelse.  

## Landshold
Squillaci debuterede for Frankrigs fodboldlandshold i 2004 i en kamp mod Bosnien-Hercegovina. Han var en del af landstræner Raymond Domenechs trup til EM i 2008 i Østrig og Schweiz samt til VM i 2010 i Sydafrika. 

## Titler
Ligue 1
- 2007 og 2008 med Olympique Lyon

Coupe de France
- 2008 med Olympique Lyon

Copa del Rey
- 2010 med Sevilla FC